# 普益乡
普益乡，是中华人民共和国广西壮族自治区桂林市阳朔县下辖的一个乡镇级行政单位。

## 行政区划
普益乡下辖以下地区：
普益街社区、普益村、上观村、木桥村、留公村、勇村、古乐村、上游村和大山村。

## 中国传统村落
2013年8月，留公村被评为第二批中国传统村落。